# Teratoscincus przewalskii
Teratoscincus przewalskii is een hagedis die behoort tot de gekko's en de familie Sphaerodactylidae.

## Naam en indeling
De wetenschappelijke naam van de soort werd voor het eerst voorgesteld door Alexander Strauch in 1887. De soortaanduiding przewalskii is een eerbetoon aan de Russische generaal en natuuronderzoeker Nikolai Mikhailovitch Przewalski (1839 – 1888).

## Verspreiding en habitat
De soort komt voor in delen van Azië en leeft in de landen Mongolië en China. De habitat bestaat uit gematigde graslanden en gematigde en koude woestijnen. De soort is aangetroffen op een hoogte van ongeveer 500 tot 2000 meter boven zeeniveau.

## Beschermingsstatus
Door de internationale natuurbeschermingsorganisatie IUCN is de beschermingsstatus 'veilig' toegewezen (Least Concern of LC).